# Giovanni Conte
Giovanni Conte (* 12. März 1955) ist ein ehemaliger Schweizer Eishockeyspieler und -trainer. Sein Neffe Fabrizio Conte war ebenfalls professioneller Eishockeyspieler.

## Karriere
Conte verbrachte seine Juniorenzeit beim EC Wil, später wechselte er in die Hauptstadt zum SC Bern. In der Saison 1976/77 gewann der Flügelstürmer mit dem SC Bern die Schweizer Meisterschaft. In der darauffolgenden Spielzeit, in der die Mutzen die Titelverteidigung verpassten, wurde Conte mit 52 Scorerpunkten erfolgreichster Punktesammler der Nationalliga A. 1978 erfolgte der Wechsel zum EHC Biel, mit dem er 1981 einen weiteren Schweizer Meistertitel errang. Von 1982 bis 1987 stand Conte beim HC Lugano unter Vertrag, bei dem er eine erfolgreiche Zeit erlebte und zweimal, 1986 und 1987, die Schweizer Meisterschaft gewann.
Als Cheftrainer stand er von 1987 bis 1989 beim SC Herisau in der Nationalliga B hinter der Bande. Anschliessend wurde er als Sportmanager beim Ligakonkurrenten EHC Uzwil tätig. Ausserdem fungierte Conte von 1992 bis 1995 als Cheftrainer seines Jugendvereins EC Wil.

### International
Für die Schweiz nahm Conte an den B-Weltmeisterschaften 1978, 1979 und 1981 teil. Zuvor hatte er als Juniorenspieler an den U19-Europameisterschaften 1973 und 1974 teilgenommen.

## Erfolge und Auszeichnungen
- 1977 Schweizer Meister mit dem SC Bern
- 1978 Topscorer der Nationalliga A
- 1981 Schweizer Meister mit dem EHC Biel
- 1986 Schweizer Meister mit dem HC Lugano
- 1987 Schweizer Meister mit dem HC Lugano